# Tupinambis teguixin
La iguana overa o lagarto overo  (Tupinambis teguixin) es una especie de lagarto grande de la familia Teiidae. Llega a alcanzar una longitud total de 1.5 m, aunque la longitud total más común es alrededor del metro.

## Distribución
Esta especie está emparentada con Tupinambis longilineus y se distribuye geográficamente en el norte de Sudamérica y la Amazonia, desde Panamá, Colombia y Venezuela, hasta Bolivia y el centro de Brasil. 
Poblaciones de grandes lagartos distribuidos en el Cono Sur de Sudamérica durante mucho tiempo fueron ubicadas dentro de Tupinambis teguixin. Desde el año 2012 se las trata por separado, tanto específica como genéricamente, correspondiéndoles el binomio: Salvator merianae.

## Descripción

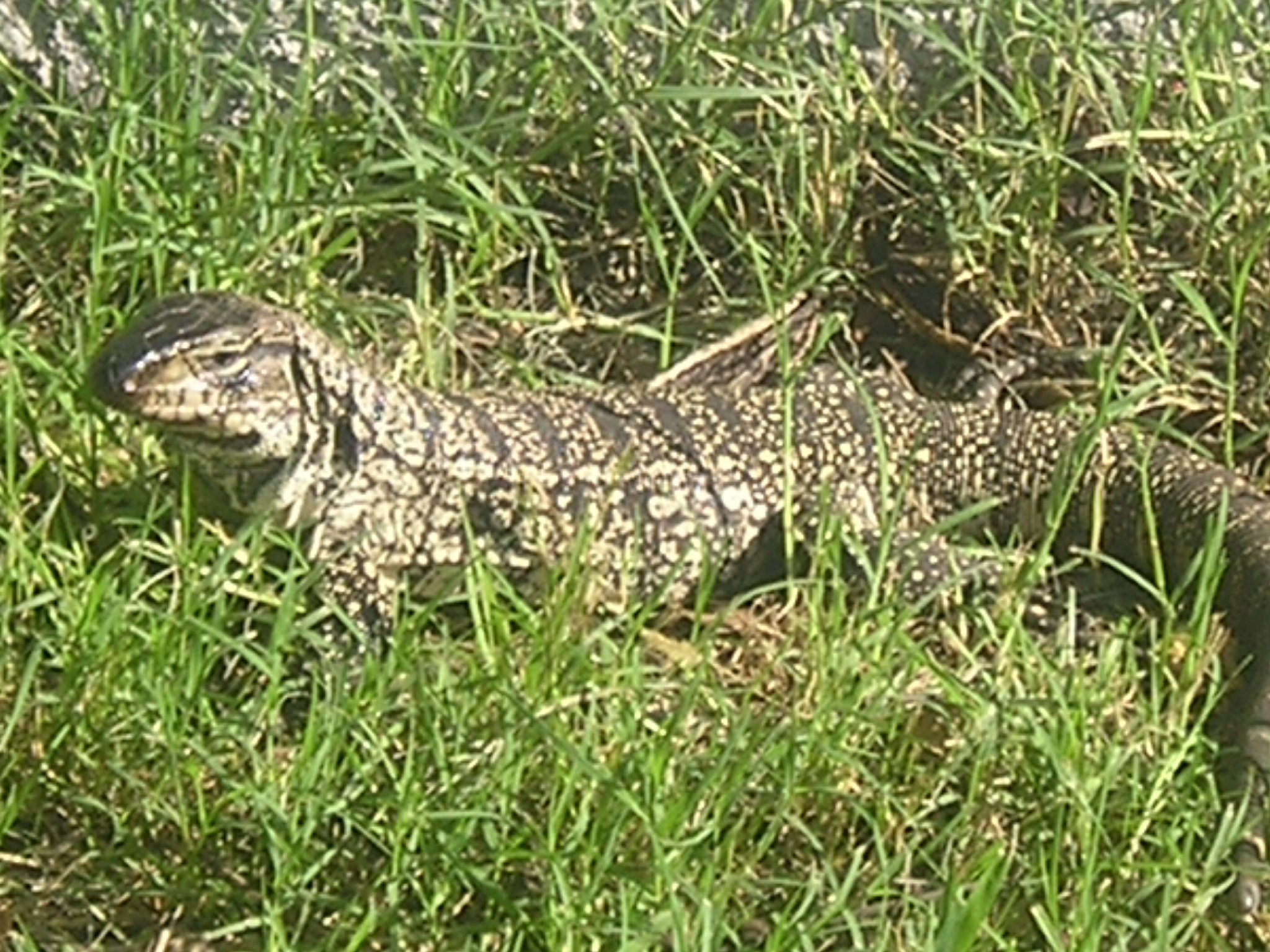
Ejemplar adulto de iguana overa.

En los individuos adultos la coloración dorsal posee un fondo pardo amarillento u oliváceo más o menos oscuro, con franjas negras transversales desde la nuca hasta la cola, sustituidas a veces por manchas irregulares negras o blancas en otros casos no poseen manchas ni fajas sino un color pardo negruzco o verdoso bastante uniforme. Poseen lengua bífida. 
Los juveniles al nacer son verde claros metálico, brillantes. Los adultos pesan entre 3,5 y 4 kg. Presentan cabeza bien triangular, que se diferencia del cuerpo, ojos grandes, pupilas circulares. Los ojos tienen membrana nictitante. La zona ventral tiene escamas pequeñas. Patas con cinco dedos, con uñas fuertes. Las patas traseras tienen dedos más largos. Poseen cola muy desarrollada, la que arrastran, pueden desprenderla como otros lagartos (pudiendo regenerarse nuevamente). Los machos son más grandes y robustos que las hembras, presentan un mayor desarrollo en la base de la cola, donde se alojan los órganos sexuales masculinos, dos hemipenes, retraídos.

## Comportamiento
Como son animales ectotermos, no pueden regular internamente la temperatura interna de su cuerpo; esto condiciona sus comportamientos, siendo activos durante los meses más cálidos de primavera, verano, mientras en otoño e invierno hibernan en cuevas que ellos mismos construyen o que abandonan otros animales. Su horario de actividad máxima oscila entre las 11 y las 16. Son reptiles terrestres pero nadan, trepan y excavan.

### Alimentación
Según su alimentación son carnívoros y omnívoros. Se alimentan de frutas, vegetales, insectos, artrópodos, peces, ranas, roedores, aves, etc. Son verdaderos generalistas, a medida que crecen. Los juveniles son más insectívoros.
Puede atacar animales domésticos como los pollos[cita requerida], de ahí su nombre colombiano de "lobo pollero".

### Reproducción

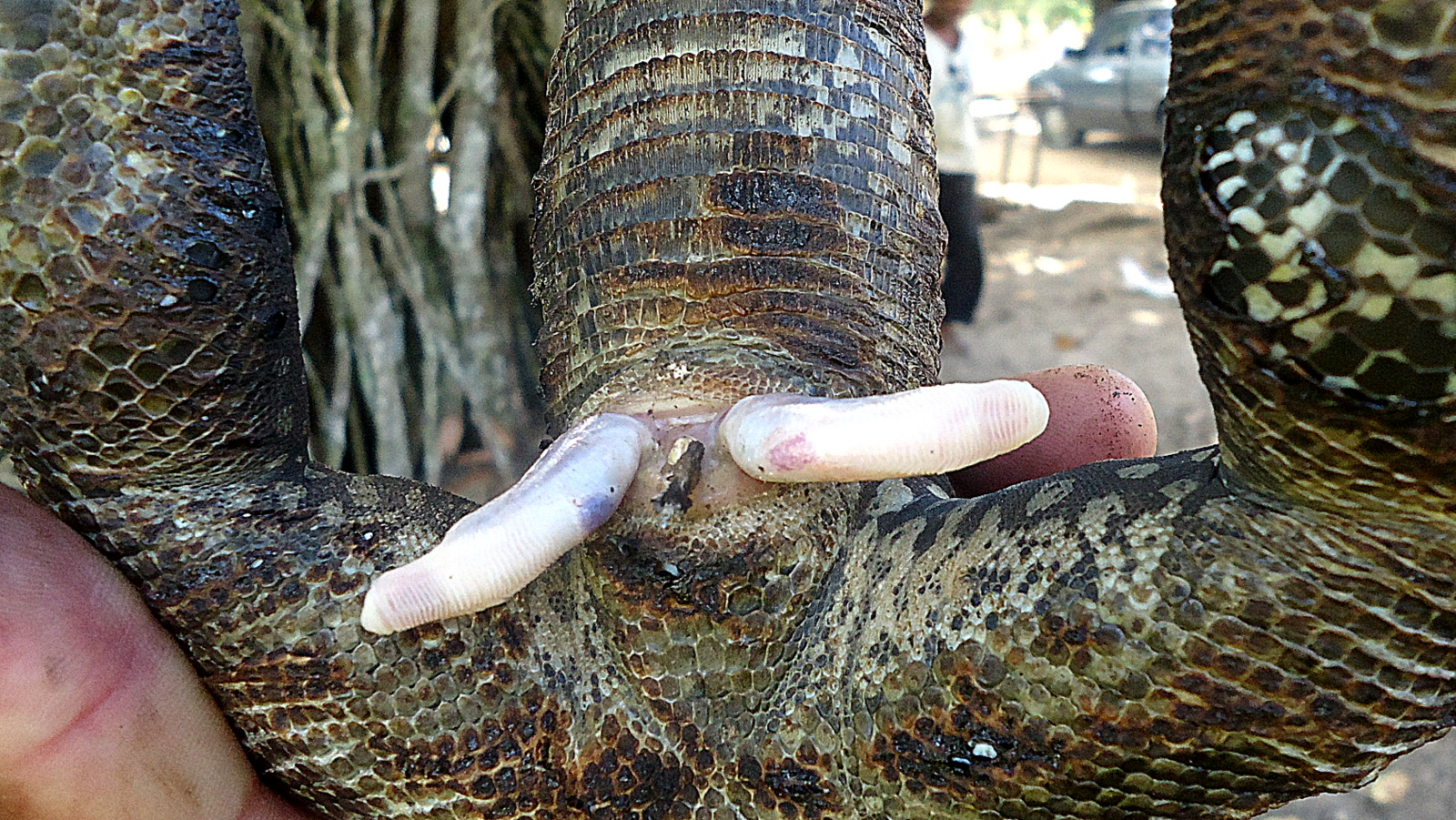
Hemipene en macho de T. teguixin.

Desde la primavera, dependiendo de las condiciones climáticas, comienzan los apareamientos. El macho agita su cuello voluminoso, emitiendo un leve ronquido, comienza a perseguir a la hembra. La conducta de cópula se produce cuando muerde la hembra en el cuello, sujetándola con las patas posteriores. Con su cola levanta la de la hembra, introduciendo los hemipenes en la cloaca. Fecundada la hembra, ésta construye una cueva, donde depositar los huevos. La cueva la realiza empleando las patas anteriores como cavadoras y las posteriores como rastrillo. La cueva tiene un metro de longitud, y 5 dm de profundidad. La hembra tapiza el interior del nido con pastos, hojarasca y deposita los huevos. El número es variable, entre 20 y 50 huevos aproximadamente. En general la media es de unos 35 huevos. Los huevos de cáscara blanda y porosa color blanquecinos, ovalados, polos iguales, de un largo no mayor a 45 a 48 mm los mismos eclosionan a comienzos de enero. Los juveniles a los 20 días tienen 19 a 20 cm de largo total.[cita requerida]